# Emma Martin (NS-Opfer)

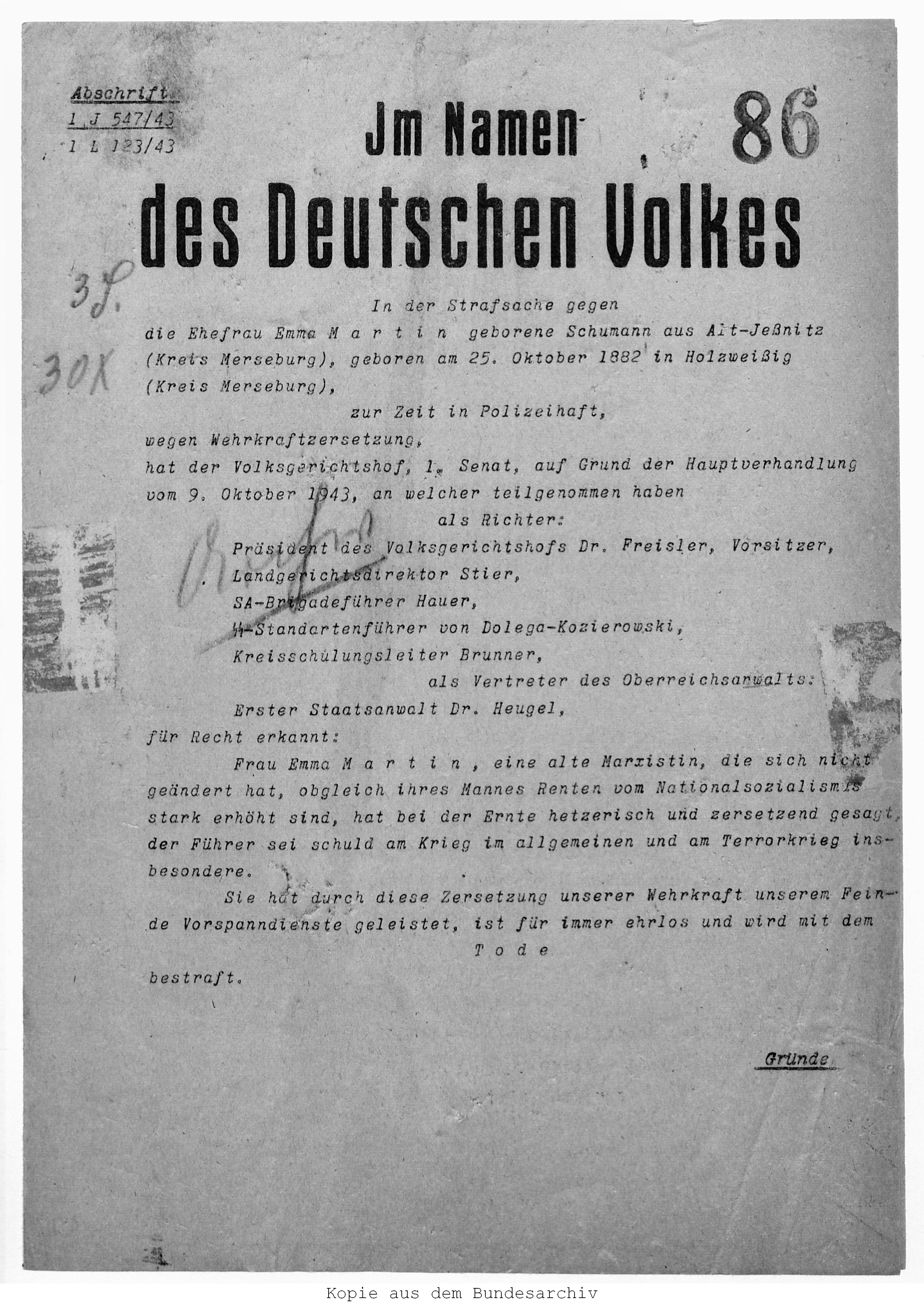
Urteil des Volksgerichtshofes

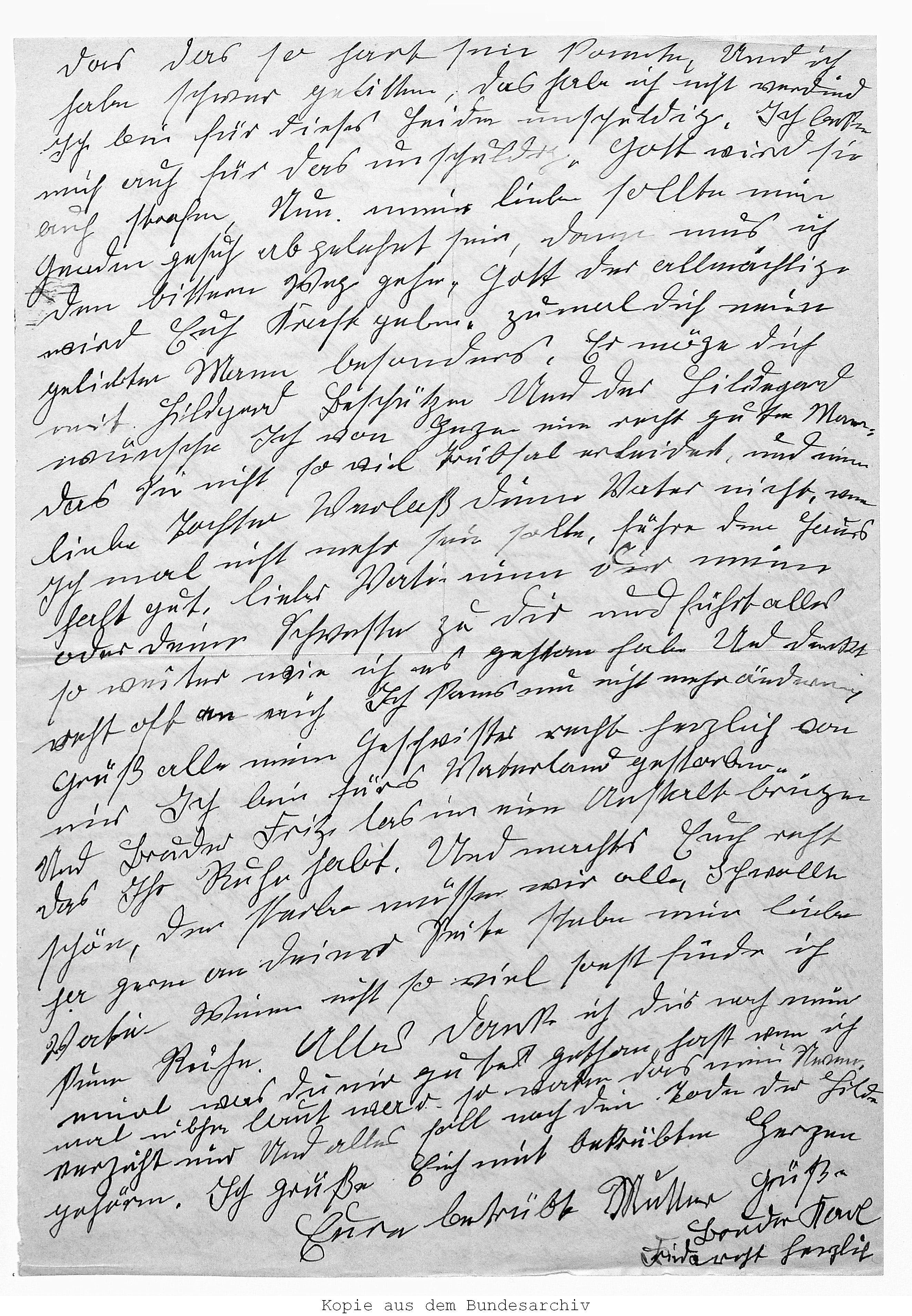
Emma Martins letzter Brief, an ihren Mann, vom 29. Nov. 1943, Das Gefängnis lieferte den Brief nicht aus.

Emma Martin (* 25. Oktober 1892 in Holzweißig als Emma Schumann; † 16. Dezember 1943 hingerichtet in Berlin-Plötzensee) war eine Hausfrau und Landarbeiterin, die sich engagiert und offen gegen den Krieg, den Nationalsozialismus und den „Führer“ aussprach.

## Leben

### Kindheit, Jugend, Ehe
Emma Martin wurde in Holzweißig im Kreis Bitterfeld (heute Ortsteil von Bitterfeld-Wolfen) in Sachsen-Anhalt geboren und am 16. Dezember 1943 in Berlin-Plötzensee wegen Wehrkraftzersetzung und Feindbegünstigung hingerichtet.
Ihr erster Ehemann hieß Müller, der zweite Arthur Martin. Sie lebte zuletzt in Alt Jeßnitz (heute: Altjeßnitz), Kreis Bitterfeld (heute Ortsteil von Raguhn-Jeßnitz im Landkreis Anhalt-Bitterfeld). Über ihre Jugend und überhaupt ihr Leben bis etwa 1941 ist nur wenig bekannt, ihr zweiter Mann war Kriegsinvalide, bezog Rente und wurde im Rollstuhl gefahren. Bei der Gerichtsverhandlung 1943 soll sie angegeben haben, früher Marxistin gewesen zu sein. Jedenfalls trat sie 1926 der SPD bei und war in ihrem Heimatort als spontane Frau bekannt, die mit ihrer Meinung, nicht nur politisch, niemals hinter dem Berg hielt.
In den 1940er Jahren war sie als Landarbeiterin auf dem Gut des Freiherren Hans von Ende beschäftigt. Anlässlich einer Maidemonstration 1941 soll sie gesagt haben: „Warum marschiert ihr denn für Hitler? Der ist doch Schuld, dass Eure Männer und Söhne an der Front sind und zum Krüppel geschossen werden!“ Aus dieser Zeit sind folgende Worte von ihr überliefert: „Leute, erkennt ihr denn nicht, dass ihr missbraucht werdet, in welches Verderben uns der Hitler führt?“

### Denunziation, Haft, Ermordung
Die örtliche Leitung der NSDAP erhielt die ersten, teils anonymen, teils offenen Anzeigen von Denunzianten aus dem kleinen Ort (ca. 600 Einwohner). Ortsgruppenleiter Walter Rose wollte die Gestapo informieren, der ihm untergeordnete Ortsgruppenführer Kurt Herbst setzte sich für sie ein und man unternahm vorerst nichts. Weitere, drängende Anfragen kamen und Kurt Herbst verbrannte sie im heimischen Ofen. Seinem Sohn, dem Heimatschriftsteller Lothar Herbst, sagt er: „Wenn das raus kommt, was ich hier mache, dann werde ich aufgehängt!“ Er ging zu einem bekannten Altkommunisten im Ort und trug ihm auf: „Sag doch der Emma, sie soll um Himmels willen die Klappe halten!“
Das unglückselige Schicksal nahm seinen Verlauf, als der Ortsgruppenführer einmal in Urlaub war und sein Vertreter eine erneute Anzeige und Aufforderung, doch nun endlich etwas gegen die Martin zu unternehmen, kommentarlos an die Gestapo (Geheime Staatspolizei), Außenstelle Bitterfeld weiterreichte. Am 10. September 1943 erschienen Uniformierte auf dem Feld und führten Emma ab. Sie wurde ins Polizeigefängnis Halle (Saale) „Roter Ochse“ gebracht, wo sie auch durch die Gestapo vernommen wurde; die vorherrschende Meinung in Alt Jessnitz war: „So schlimm war es doch nun nicht, was sie gesagt hat!“ Es wurden nun die Denunzianten Otto F., Anna G., Irmgard L. und Anna H. vernommen, auch andere aus dem Dorf, die aber größtenteils angaben, wegen des Lärms der Landmaschinen nichts von Emmas Bemerkungen gehört zu haben.
Am 8. Oktober 1943 brachte man Emma nach Berlin, ins Untersuchungsgefängnis Moabit. Am Tag darauf wurde sie vor den berüchtigten Volksgerichtshof und Roland Freisler geführt, ohne eine Anklageschrift oder einen Verteidiger gesehen zu haben. Die fünf Denunzianten sagten nun „mit Bestimmtheit“ gegen sie aus. Emma bestritt die Vorwürfe, „schlechte Menschen haben meine Worte umgedreht. Aber fünf gegen eine, das ist wohl leicht.“ schrieb sie im Brief an ihren Mann später; die Justiz sandte diesen Brief nie ab und legte ihn zu den Akten. Nur kurz war die Verhandlung, das Urteil umfasste gerade mal eine Schreibmaschinenseite „Wer so bei kriegswichtiger Arbeit im vierten Kriegsjahr unsere innere Front zersetzt, dass er sagt, unser Führer sei schuld am Kriege, der ist für immer ehrlos. Er muß … mit dem Tode bestraft werden!“ So ist der letzte Satz. Am selben Tage endeten noch drei weitere Verhandlungen wegen Bagatelldelikten mit der Todesstrafe. Eine der anwesenden Zeuginnen rief Emma zu: „Dir haben wir aber das Maul gestopft!“ Neben Freisler gehörten dem Gericht an: Landgerichtsdirektor Martin Stier, SA-Brigadeführer Daniel Hauer, SS-Standartenführer Heinrich von Kozierowski, 1. Staatsanwalt Heinz Heugel. Erst 1985 hat der 10. Bundestag die Rechtsungültigkeit der Urteile des Volksgerichtshofe festgestellt. Die meisten hohen und höchsten Gerichte (Bundesgerichtshof, Oberlandesgericht etc.) der Bundesrepublik Deutschland hatten bis dahin diese Urteile für gültig erachtet. Insgesamt gab es ca. 6000 Todesurteile des Volksgerichtshofes. Es wurde aber nie ein ehemaliger Richter oder Staatsanwalt des Volksgerichtshofs vor einem bundesdeutschen Gericht rechtmäßig verurteilt.
Am 14. Oktober 1943 schrieb Arthur Martin an seine Frau. Der Brief ist erhalten geblieben, hat sie aber wohl nicht erreicht. Der Ehemann wusste ganz offensichtlich noch nichts von dem Todesurteil und schildert die Reaktionen im Dorf auf ihre Verhaftung. Wegen dieses Briefes musste er Monate später vor die Gestapo in Halle (Saale).
In Moabit blieb Emma bis zum 24. November 1943 – in der Nacht zuvor erfolgte ein gewaltiger Bombenangriff der Alliierten (bei diesen Tag-und-Nacht-Angriffen wurden die Gefangenen übrigens nie in Schutzräume gebracht) im Rahmen der Luftschlacht um Berlin, Moabit wurde mehrfach getroffen und man transportierte einige Gefangene in das berüchtigte Frauengefängnis Barnimstraße; dort saß 1905 und 1915/1916 auch die Autorin und Arbeiterführerin Rosa Luxemburg ein. Emma erhielt einen Brief von einem Dr. Günther Grzimek, er kündigte seinen Besuch an, der aber nicht erfolgte. Emma schrieb ihm verzweifelt und fragte, ob er mit ihrem Mann Verbindung hat, „denn ich weiß gar nichts!“ Gewiss aus Angst unterzeichnete sie „mit deutschem Gruss“. Am 29. November schrieb Emma an ihren Mann – auch dieser Brief ist erhalten. Die Aushändigung des ergreifenden Schreibens wurde nicht genehmigt, weil sie darin „Tatzeugen bezichtigt habe“.
Emma wusste von einem Gnadengesuch und hoffte, dass es Erfolg hat. Sie wusste hingegen nicht, dass schon am 9. Oktober der Reichsminister der Justiz, Dr. Otto Georg Thierack in einem lapidaren Satz zu den Akten gab: „habe ich mit Ermächtigung des Führers beschlossen, von dem Begnadigungsrecht keinen Gebrauch zu machen.“ Es ist wahrscheinlich, dass das Gnadengesuch schon abgelehnt wurde, bevor es verfasst war – dies wird in anderen Fällen aus derselben Zeit noch deutlicher.
Am Tag zuvor, am 8. Oktober, also schon vor der Ablehnung des Gnadengesuchs, gab der Oberreichsanwalt Ernst Lautz detaillierte Anweisungen zum Vollzug des Todesurteils. In einem zweiseitigen Handschrift-Aktenvermerk ordnete er die Hinrichtung für den 16. Dezember 17:00 Uhr an und weiter „Termin für Eröffnung an die Verurteilte am 16. Dezember (demselben Tag!) ab 15:00 Uhr. Bestimmung über die Leiche: Anatomisch biologisches Institut der Universität Berlin“. Diesem wurde untersagt, die Leiche an Verwandte herauszugeben oder über sie Auskunft zu erteilen. Einem Verteidiger Rechtsanwalt Justizrat Hercher wurde der Zutritt zur Gefangenen und die Anwesenheit bei der Hinrichtung genehmigt, mit „dem Bemerken, dass Sie zur strengsten Geheimhaltung der bevorstehenden Hinrichtung verpflichtet sind.“ Wann dieser Verteidiger beauftragt wurde und ob er von der Genehmigung (und einer übersandten Einlasskarte) Gebrauch gemacht hat, ist nicht klar. Ein Justizrat Hercher war aber bei anderen Verhandlungen des Volksgerichtshofs in dieser Zeit aufgetreten. Der Scharfrichter Wilhelm Röttger wurde beauftragt, Emma Martin mit dem Fallbeil hinzurichten.
Am 15. Dezember 1943 verlegte man Emma ins Gefängnis Plötzensee, ob ihr nunmehr bewusst war, was bevorstand, ist nicht klar. Ebenfalls unklar ist, ob sie den Gefängnispfarrer Harald Poelchau noch sehen durfte (er schrieb nach dem Krieg ein Buch über seine Amtszeit im Gefängnis Plötzensee: Die letzten Stunden). Am nächsten Tag, dem 16. Oktober, wurde ihr schon gegen 11:00 die unmittelbar bevorstehende Vollstreckung des Todesurteils bekannt gegeben. Dann kam ein alter Schuster in ihre Zelle (der nur für diese Tätigkeit in Plötzensee war), fesselte ihr die Hände auf den Rücken, zog ihr Oberkleider und Schuhe aus (die er mit Holzpantoffeln vertauschte) und schnitt ihre Haare so kurz, dass der Hals freigelegt wurde. Mit entblößtem Oberkörper führten zwei Beamte sie dann zum Hinrichtungsschuppen, der sich in einer entfernten Ecke des Spazierhofes von Gefängnis III befand. In einem fensterlosen Raum, 8 × 10 m, war die Guillotine aufgestellt (eine von 20, die Hitler 1933 neu bestellt hatte), noch hinter einem Vorhang verborgen. An einem Tisch standen der Oberstaatsanwalt Volk, der Gefängnisinspektor Runge und der Justizangestellte Karpe, hinter Emma der Scharfrichter Röttger und drei Gehilfen in schwarzen Anzügen. Nach dem Ruf des Staatsanwaltes: „Scharfrichter, walten Sie ihres Amtes!“ wurde der Vorhang des Fallbeilgeräts beiseitegezogen und die Henkersknechte warfen Emma geübt so auf das Gerät, dass sich ihr Kopf genau unter dem Fallbeil befand. Röttger drückte den entsprechenden Knopf, das Fallbeil sauste herab und Emmas Kopf in einen Weidenkorb. Es war 13:02 Uhr.
„Die Verurteilte war ruhig und gefasst, die Vollstreckung dauerte von der Vorführung bis zur Vollzugsmeldung 8 Sekunden.“ vermeldet lakonisch das Protokoll, unterzeichnet mit „Volk“ und „Karpe“ (s. o.). Es entstanden 122,18 Reichsmark Kosten, 120,- Sondervergütung für Scharfrichter und Gehilfen, 2,18 RM für deren Verpflegung. Am 23. Dezember wurde der für Alt Jessnitz zuständige Landrat aufgefordert, die Vollstreckung den Verwandten mitzuteilen. Der Bürgermeister von Alt-Jessnitz (als Ortspolizeibehörde) sollte feststellen, ob der Ehemann fähig sei, Gerichtskosten zu bezahlen oder ob andere zahlungsfähige Personen für die Kosten haften können. Der Vorstand des Frauengefängnisses fragte am 12. Januar 1944 beim Volksgerichtshof an, ob die hinterlassenen Sachen von Emma (1 Oberrock, 1 Bluse, 1 Unterrock, 1 Untertaille, 1 Korsett und 1 Taschentuch) ihrem Ehemann ausgehändigt werden sollen. Außerdem waren im Verwahr der Anstalt 3,23 RM Arbeitsbelohnung, die dem Volksgerichtshof am 21. April 1944 überwiesen wurden.
Der 100 % Schwerbeschädigte Arthur Martin (er erhielt eine Rente von 167,- RM netto monatlich) musste wegen des Inhalts seines Briefes an Emma am 25. Februar 1944 vor die Gestapo in Halle (Saale). Er führte an, dass „ihm völlig unbekannte Personen sagten, die Verräter würden eines Tages genauso behandelt, wie man seine Frau behandelt habe“. Ähnliches sei ihm in anonymen Briefen mitgeteilt worden. Ihm geschah nichts weiter.
Unmittelbar nach dem Krieg gab es durch die sowjetische Verwaltung in der Angelegenheit von Emma Martin Todesurteile, Zuchthausstrafen und Deportationen nach Russland (so z. B. der Ortsgruppenführer Herbst). Arthur Martin hat 1949 mehrmals bei der VVN (Vereinigung der Verfolgten des Naziregimes) Beschwerde geführt, auch Namen von Denunzianten benannt: „Es ist doch wieder alles eingeschlafen,“ schrieb er bitter.

### Rezeption heute und Vergessenheit
1946 wurde ein kleines Schloss in Schköna/Sachsen-Anhalt, das von den Sowjets aus dem Besitz der Familie von Bodenhausen requiriert wurde, umgebaut und in „Kinderheim Emma Martin“ benannt. Die Straße, in der sie in Alt-Jessnitz wohnte („Siedlung“), erhielt im September 1948 den Namen Emma-Martin-Straße. Auch trägt ein Seniorenheim in Bitterfeld ihren Namen. Ansonsten wurde sie nicht gewürdigt und ist heute fast vergessen. Auf dem Grab ihres Ehemannes stand eine Hinweistafel, sie wurde aber, zusammen mit dem Grab, eingeebnet.